# 布氏短額鮃
布氏短額鮃為輻鰭魚綱鰈形目鰈亞目鮃科的其中一種，為熱帶海水魚，分布於中西太平洋澳洲昆士蘭東部海域，棲息深度0-46公尺，體長可達8.4公分，棲息在底層水域，生活習性不明。

## 扩展阅读
維基物種上的相關：布氏短額鮃